# Différend gazier russo-ukrainien de 2009

Carte montrant les difficultés d'approvisionnement en gaz naturel en date de janvier 2009. Les pays en rose ont subi des baisses de livraison et les pays en rouge ne reçoivent plus du tout de gaz naturel.

Le terme différend gazier russo-ukrainien de 2009 renvoie au conflit de 2009 qui porte sur le prix et la distribution du gaz naturel en provenance de la Russie et transitant par l'Ukraine.

## Crise de 2009
En 2009, la société gazière russe Gazprom refuse de conclure un contrat de fourniture à moins que la société gazière ukrainienne Naftogaz ne paie ses dettes accumulées pour les approvisionnements antérieurs en gaz. Le conflit commence dans les dernières semaines de 2008 avec une série d’échecs de négociations et, le 1er janvier 2009, la Russie interrompt l’approvisionnement en gaz de l’Ukraine. Le 7 janvier, le conflit se transforme en crise lorsque tous les flux de gaz russe transitant par l'Ukraine sont interrompus pendant 13 jours, coupant complètement l'approvisionnement de l'Europe du Sud-Est, dont la majeure partie dépend du gaz russe, et partiellement des autres pays européens.
Tout au long de la crise, les parties russe et ukrainienne se blâment mutuellement pour cette coupure. Les 11 et 12 janvier, l'Union européenne déploye une mission d'observation indépendante afin de tenter de résoudre la crise, mais la mission n'a que peu de succès. Le 12 janvier, Gazprom annonce être prêt à recommencer à livrer du gaz via la station de comptage de Soudja dans le gazoduc qui traverse l'Ukraine vers l'Europe du Sud-Est, mais l'Ukraine refuse l'offre pour des raisons techniques et propose à la place un itinéraire alternatif passant par les stations de comptage de Valouïki et Pisarevka, insistant en outre sur le rétablissement complet de l'approvisionnement. Cela est refusé par Gazprom,.
Le 18 janvier, le différend est résolu lorsque le Premier ministre russe Vladimir Poutine et son homologue ukrainienne Ioulia Timochenko négocient un nouveau contrat couvrant les dix prochaines années. Le 11 octobre 2011, un tribunal ukrainien condamne Tymochenko à sept ans de prison pour abus de pouvoir dans le cadre de la signature de cet accord. À la suite de l'Euromaidan, cette peine est annulée, soupçonnée de représailles politiques de sa part. Le rival de l'élection présidentielle de 2010 (Viktor Ianoukovytch) et le juge ayant prononcé la sentence ont fui le pays après avoir été accusés d'avoir rendu un « verdict délibérément illégal »,.
Les flux de gaz vers l’Europe reprennent le matin du 20 janvier et sont entièrement rétablis en deux jours,. Dans la foulée, Gazprom aurait perdu 1,5 milliard de dollars de revenus en raison de l'arrêt des ventes, et l'Ukraine aurait subi d'importantes pertes économiques. Les analystes soulignent que la crise a eu un impact négatif, voire irréversible, sur la réputation de la Russie en tant que fournisseur d'énergie et de l'Ukraine en tant que pays de transit. Il n’existe pas de consensus parmi les analystes sur la question de savoir qui porte la plus grande responsabilité dans la crise. En raison de l'absence d'observateurs internationaux des deux côtés du réseau de gazoducs ukrainiens, il est impossible de déterminer avec certitude qui est responsable de l'interruption du flux de gaz vers l'Europe.